# Colorful
Colorful (カラフル Karafuru en Japón) es un manga de Torajirō Kishi, el cual se publicó en Japón. Entre 1998 y el 2000 salieron 7 volúmenes del mismo. 
Fue adaptado a una serie anime de televisión, de 16 episodios con 7 minutos cada uno, dirigidos por Ryutaro Nakamura. Se transmitió en 1999 en Japón y en el 2005 en Estados Unidos. 

## Argumento
Es del género comedia-ecchi, en la que muchachos y hombres procuran de una forma desaforada (con expresiones faciales deformadas), echar una ojeada a escondidas, a las bragas de las chicas bajo sus faldas (panchira), o a los escotes de sus blusas.

## Personajes
El elenco de la serie de anime es muy variado, con algunos personajes que aparecen sólo una vez. También hay varios personajes especialmente interesantes que salen a través de varios episodios.
- Hirokawa.
- Itani.
- Aki Yamamoto.
- Steve
- Kariya
- Shimoi Chino

## Música
Tema inicial
- "Boku no Taion wa 37.5C" de Yuko Miyamura.